# تاليك براون
تاليك براون (بالإنجليزية: Taliek Brown)‏ مواليد 23 يونيو 1982، هو لاعب كرة سلة أمريكي. بدأ مسيرته الاحترافية في سنة 2004. يبلغ طوله 6 قدم 1 بوصة (1.9 م).

## المسيرة الاحترافية
لعب مع نادي كارشياكا لكرة السلة في موسم 2005–2006، ثم لعب مع نادي سيبونا لكرة السلة في سنة 2006، ثم لعب مع نادي أكاديميك لكرة السلة في موسم 2006–2007، ثم لعب مع هاليفاكس رينمين في سنة 2011، ثم لعب مع مونكتون ميراكلز في سنة 2012.

## روابط خارجية
- تاليك براون على موقع الدوري الأوروبي لكرة السلة (الإنجليزية)
- تاليك براون على موقع كرة السلة الأوروبية.كوم (الإنجليزية)
- تاليك براون على موقع كلية كرة السلة في سبورتس رفرنس.كوم (الإنجليزية)
- تاليك براون على موقع ريلجم (الإنجليزية)
- تاليك براون على موقع بروبوليرز (الإنجليزية)
- تاليك براون على موقع سبورتس رفرنس (الإنجليزية)